# Pseudohercostomus allini
Pseudohercostomus allini är en tvåvingeart som beskrevs av Negrobov 1988. Pseudohercostomus allini ingår i släktet Pseudohercostomus och familjen styltflugor. Inga underarter finns listade i Catalogue of Life.